# Ulica Władysława IV w Gdyni
Ulica Władysława IV – ulica w Gdyni w dzielnicy Śródmieście.
Ulica przebiega równolegle do ul. Świętojańskiej. Rozpoczyna się od ronda Św. Maksymiliana, kończy przy ul. Jana z Kolna. Między ul. 10 Lutego a ul. Jana z Kolna jest jednokierunkowa. Między rondem Św. Maksymiliana a ul. 10 Lutego jest dwukierunkową przedzieloną pasem zieleni. 

## Komunikacja
Przebiegają przez nią prawie wszystkie linie autobusowe łączące centrum z dzielnicami, do których nie jeżdżą trolejbusy (m.in. Obłuże, Pogórze, Oksywie, Babie Doły, Witomino) a także większość autobusowych linii pośpiesznych i wszystkie specjalne.

## Obiekty
Niemal wszystkie budynki są dużymi kamienicami ze sklepami i punktami usługowymi. Pomiędzy al. Marszałka Piłsudskiego, a Żwirki i Wigury znajdują się: Zespół Szkół Sportowych, X Liceum Ogólnokształcące oraz dwa przedszkola. Po przeciwnej stronie jest dom, w którym mieszkał Kazimierz Ostrowski. Między skrzyżowaniami z ul. Obrońców Wybrzeża i z ul. Armii Krajowej są dwa parki. Między skrzyżowaniami z ul. 10 Lutego, a ul. Starowiejską znajduje się Inspektorat w Gdyni Gdańskiego ZUS-u, który wcześniej był biurowcem PZPR. Między skrzyżowaniami z ul. Starowiejską, a ul. Wójta Radtkego są remiza Państwowej Straży Pożarnej i urząd skarbowy.